# Divadelní Třebíč
Divadelní Třebíč je festival amatérského a ochotnického divadla v Třebíči, který se koná od roku 1991. V roce 2007 se konání festivalu rozšířilo do Děčína (viz Divadelní Děčín). Soutěžní představení se konají v Divadle Pasáž a v Národním domě na Karlově náměstí. Vítězné soubory se zúčastní Jiráskova Hronova.
Organizátorem je třebíčský KVIZ a jeho programová vedoucí Ivana Řídká.